# Museu da Bomba Atómica de Nagasáqui
O Museu da Bomba Atómica de Nagasáqui (português europeu) ou Museu da Bomba Atômica de Nagasáqui (português brasileiro) (長崎原爆資料館, Nagasaki Genbaku Shiryōkan) é um edifício situado em Nangasaque, no Japão, sendo construído em memória aos bombardeamentos atómicos das cidades de Hiroxima e Nangasáqui pelos Estados Unidos a 9 de agosto de 1945 durante a Segunda Guerra Mundial. Próximo ao museu, está situado o Memorial Nacional da Paz para as Vítimas da Bomba Atómica de Nagasáqui, construído em 2003. O bombardeio marcou uma nova era na guerra, tornando Nagasáqui um local simbólico para um memorial. Em Hiroxima foi fundado o Museu Memorial da Paz de Hiroxima. Estes locais simbolizam a era nuclear, que recordam aos visitantes sobre a vasta destruição e a morte indiscriminada causada por bombas nucleares e simbolizam um compromisso com a paz.
O atual edifício do museu foi inaugurado em abril de 1996, tendo substituído o Centro Cultural Internacional de Nagasáqui. O museu aborda a história do ocorrido, concentrando-se no ataque e na história antecedente. Ele também narra a história do desenvolvimento das bombas nucleares. Realiza exposições de fotografias, relíquias e documentos relacionados ao bombardeio.

## História
O museu do Parque da Paz de Nagasáqui substituiu o Centro Cultural Internacional de Nagasáqui, onde abrigava originalmente os artefactos dos bombardeamentos da cidade japonesa. Atualmente, estes artefatos são complementados com fotografias que retratam a vida quotidiana da cidade antes do lançamento da bomba atómica, a devastação produzida pela bomba e a história do desenvolvimento das bombas nucleares.